# Nedcolbertia
Nedcolbertia — рід тероподових динозаврів раннього крейдяного періоду Північної Америки.

## Відкриття та найменування
Три скелети теропода були виявлені в 1993 році Крістофером Уіттлом поблизу Сіско в базальному Yellow Cat Member із Cedar Mountain Formation в Юті, що датується валанжином. Пізніше вони були вивчені та повідомлені в 1995 році Кірклендом, Бріттом, Медсеном і Берджем. Хоча в 1996 році було оголошено, що таксон буде названо «Nedcolbertia whittlei», у 1998 році він був фактично описаний і названий Кіркландом, Уіттлом, Бріттом, Медсеном і Берджем як типовий вид Nedcolbertia justinhofmanni. Родова назва на честь американського палеонтолога Едвіна Харріса Колберта, якого його друзі називали «Нед». Видова назва на честь Джастіна Гофманна, шестирічного школяра з Ньютона, штат Нью-Джерсі, учасника дитячого конкурсу від Discover Card, переможця якого було названо на його честь динозавра.

## Опис
Голотип, CEUM 5071, є одним зі зразків, часткового скелета без черепа. Він належав неповнолітній істоті. Паратипами є два інших екземпляри: CEUM 5072 і CEUM 5073, обидва фрагменти скелета знову без черепа. Вони представляють недорослих особин. Усі три екземпляри були розчленовані та сильно ерозовані, оскільки вони були оголені на поверхні до відкриття. Вони є частиною колекції доісторичного музею Коледжу Східної Юти.
Голотип Nedcolbertia мав довжину близько 1,5 метрів. Паратипи, хоча вони ще не були повноцінними, були близько 3 метрів. Через стан останків інформація про вид обмежена. Хребці не були сильно пневматизовані. Кіготь великого пальця був набагато більшим за другий кіготь руки. Стопа не була арктоматарзальною. Не було збільшеного другого ножного кігтя.
Описувачі з упевненістю віднесли Nedcolbertia до Tetanurae і тимчасово до Coelurosauria. Огляд матеріалу орнітомімозавра 2016 року з формації Арундел у Меріленді виявив, що Nedcolbertia є орнітомімозавром.